# Коропецька селищна рада
Коропе́цька се́лищна ра́да — адміністративно-територіальна одиниця та орган місцевого самоврядування в Монастириському районі Тернопільської області. Адміністративний центр — селище міського типу Коропець.

## Загальні відомості
Коропецька селищна рада утворена в 1940 році.
- Територія ради: 12,86 км²
- Населення ради: 4 403 особи (станом на 2001 рік)
- Територією ради протікають річки Дністер, Коропець

## Населені пункти
Селищній раді підпорядковані населені пункти:
- смт Коропець
- с. Світле
- с. Стигла

## Склад ради
Рада складається з 25 депутатів та голови.
- Голова ради: Мельник Володимир Іванович

31 березня 2015 року Монастириським районним судом Тернопільської області (Справа № 603/140/15-к Провадження № 1-кп/603/23/2015) Мельника В.І  визнано винним у  вчиненні злочинів, передбачених ч. 2 ст. 191, ч.1 ст.366 КК України.

### Керівний склад попередніх скликань
| Прізвище, ім'я, по батькові | Основні відомості                                                                                            | Дата обрання | Дата звільнення |
| --------------------------- | --- | ------------ | --------------- |
| Мельник Володимир Іванович  | Сільський голова, 1960 року народження, освіта середня спеціальна, член Всеукраїнського об'єднання «Свобода» | 16.12.2012   |                 |

Примітка: таблиця складена за даними сайту Верховної Ради України

### Депутати
За результатами місцевих виборів 2010 року депутатами ради стали:

#### За суб'єктами висування
| Суб'єкт висування         | Кількість обраних депутатів | %  |
| ------------------------- | --------------------------- | -- |
| Самовисування             | 24                          | 96 |
| Українська Народна Партія | 1                           | 4  |

#### За округами
| № округу                  | Прізвище, ім'я, по батькові       | Дата визнання обраним | Освіта             | Партійна приналежність                        | Відомості про обраного депутата          |
| ------------------------- | --------------------------------- | --------------------- | ------------------ | --------------------------------------------- | ---------------------------------------- |
| Українська Народна Партія |                                   |                       |                    |                                               |                                          |
| 23                        | Гушпіт Наталія Михайлівна         | 05.11.2010            | вища               | член Української Народної Партії              | ККП, директор                            |
| Самовисування             |                                   |                       |                    |                                               |                                          |
| 1                         | Штипуляк Світлана Дмитрівна       | 05.11.2010            | середня спеціальна | позапартійна                                  | приватний підприємець                    |
| 2                         | Гладкий Ярослав Степанович        | 05.11.2010            | середня спеціальна | позапартійний                                 | будинок культури, директор               |
| 3                         | Василик Петро Максимович          | 05.11.2010            | середня            | член Політичної партії «Наша Україна»         | пенсіонер                                |
| 4                         | Бандяк Ольга Василіівна           | 05.11.2010            | середня спеціальна | член Всеукраїнського об'єднання «Батьківщина» | ПТУ-34, майстер виробничого навчання     |
| 5                         | Пілецька Ірина Василівна          | 05.11.2010            | середня спеціальна | позапартійна                                  | Музична школа, вчитель                   |
| 6                         | Мельник Галина Михайлівна         | 05.11.2010            | середня спеціальна | позапартійна                                  | тимчасово не працює                      |
| 7                         | Щепковський Михайло Володимирович | 05.11.2010            | середня            | позапартійний                                 | школа-інтернат, сторож                   |
| 8                         | Куриляк Світлана Василівна        | 05.11.2010            | вища               | позапартійна                                  | Селещна рада, землевпорядчик             |
| 9                         | Мар'яш Михало Петрович            | 05.11.2010            | середня спеціальна | позапартійний                                 | ПТУ-34, майстер виробничого навчання     |
| 10                        | Пізюк Світлана Михайлівна         | 05.11.2010            | вища               | член Всеукраїнського об'єднання «Батьківщина» | школа-інтернат, вчитель                  |
| 11                        | Мельник Любов Богданівна          | 05.11.2010            | середня спеціальна | позапартійна                                  | Коропецька лікарня, медсестра            |
| 12                        | Залевський Володимир Ярославович  | 05.11.2010            | середня спеціальна | позапартійний                                 | школа-інтернат, помічник вихователя      |
| 13                        | Куриш Володимир Дмитрович         | 05.11.2010            | середня спеціальна | позапартійний                                 | тимчасово не працює                      |
| 14                        | Герасимів Михайло Володимирович   | 05.11.2010            | вища               | позапартійний                                 | тимчасово не працює                      |
| 15                        | Калиняк Дмитро Володимирович      | 05.11.2010            | вища               | позапартійний                                 | ДЮСША, директор                          |
| 16                        | Куликовський Зеновій Степанович   | 05.11.2010            | середня спеціальна | позапартійний                                 | тимчасово не працює                      |
| 17                        | Ключник Анлрій Ігорович           | 05.11.2010            | середня спеціальна | позапартійний                                 | приватний підприємець                    |
| 18                        | Палагнюк Віталій Петрович         | 05.11.2010            | вища               | позапартійний                                 | тимчасово не працює                      |
| 19                        | Мельничук Ігор Степанович         | 05.11.2010            | вища               | позапартійний                                 | загальноосвітня школа І-ІІІ ст., вчитель |
| 20                        | Маркевич Марія Ільківна           | 05.11.2010            | вища               | позапартійна                                  | ПТУ-34, викладач                         |
| 21                        | Герасимів Орися Остапівна         | 05.11.2010            | вища               | позапартійна                                  | школа-інтернат, бухгалтер                |
| 22                        | Мочкодан Роман Йосипович          | 05.11.2010            | середня            | позапартійний                                 | приватний підприємець                    |
| 24                        | Яворський Дмитро Богданович       | 05.11.2010            | вища               | позапартійний                                 | тимчасово не працює                      |
| 25                        | Гудзовський Степан Михайлович     | 05.11.2010            | середня спеціальна | позапартійний                                 | приватний підприємець                    |